# Wie ich bin
Wie ich bin ist das zweite Studioalbum der US-amerikanischen Schlagersängerin Maite Kelly. Es erschien am 29. März 2013 beim Plattenlabel Seven Days.

## Titelliste
| Nr. | Titel                     | Autor(en)                   | Produzent(en)  | Länge |
| --- | ------------------------- | --------------------------- | -------------- | ----- |
| 1.  | Weil du mich lässt        | Götz von Sydow, Maite Kelly | Götz von Sydow | 3:32  |
| 2.  | Du glaubst du kennst mich | Götz von Sydow, Maite Kelly | Götz von Sydow | 3:05  |
| 3.  | Sommer sein               | Götz von Sydow, Maite Kelly | Götz von Sydow | 2:31  |
| 4.  | Besser ohne mich          | Götz von Sydow, Maite Kelly | Götz von Sydow | 3:06  |
| 5.  | Cowgirl                   | Götz von Sydow, Maite Kelly | Götz von Sydow | 3:33  |
| 6.  | Wenn ich ’n Mann wär      | Götz von Sydow, Maite Kelly | Götz von Sydow | 3:19  |
| 7.  | Du kannst fliegen         | Götz von Sydow, Maite Kelly | Götz von Sydow | 3:32  |
| 8.  | Stark                     | Götz von Sydow, Maite Kelly | Götz von Sydow | 3:13  |
| 9.  | Die Sonne geht auf        | Götz von Sydow, Maite Kelly | Götz von Sydow | 3:29  |
| 10. | Virtuelle Welt            | Götz von Sydow, Maite Kelly | Götz von Sydow | 4:00  |
| 11. | Ich schau auf den Boden   | Götz von Sydow, Maite Kelly | Götz von Sydow | 3:27  |
| 12. | Das Beste                 | Götz von Sydow, Maite Kelly | Götz von Sydow | 3:24  |
| 13. | Unendlich                 | Götz von Sydow, Maite Kelly | Götz von Sydow | 3:10  |

## Rezeption

### Rezensionen
Artur Schulz, Musikkritiker von laut.de, schrieb zusammenfassend zu den Titeln des Albums: „[...] Der Mief spinnwebbehafteter Klischees durchzieht sämtliche Tracks und vermittelt ein Mann/Frau-Bild, das einfach nur fassungslos zurücklässt. Auch weil Miss Kelly diese ganzen Plattitüden ernsthaft und frei von Humor anbietet. Wo ist Alice Schwarzer, wenn man sie mal braucht?“

### Charts und Chartplatzierungen
| ChartsChartplatzierungen | Höchstplatzierung | Wochen |
| ------------------------ | ----------------- | ------ |
| Deutschland (GfK)        | 87 (1 Wo.)        | 1      |